# Los Pelópidas
Los Pelópidas es una obra de teatro de Jorge Llopis, estrenada en 1966.

## Argumento
La obra pretende ser una caricatura de las tragedias griegas, y en especial, a la última parte de la Odisea y a las relaciones incestuosas, que las obras clásicas acostumbran a presentar. La obra presenta la llegada de la guerra de Troya de Ántrax, rey de Tebas, el cual encuentra que tanto su trono como su mujer, Elektra, han sido usurpados por un extraño llamado Phideos, el cual, por otro lado, tiene bastante descontento al pueblo, ya que nunca ha puesto en práctica lo prometido al alcanzar el trono.

## Personajes
- Ántrax: Rey Original de Tebas que intentará recuperar su trono y a su esposa
- Electra: Esposa de Ántrax y reina de Tebas
- Phideos: Ursupador del trono de Tebas 
- Faetón de Estraza: Fiel compañero de batallas de Ántrax
- Menestra: Chica joven, muy extravagante
- Acidia: Señora mayor
- Creosota: Vidente 
- Mercurio: Pasa en patinete
- Zeus: Todopoderoso
- Coro (lo conforman normalmente 4 personas): Forman el grupo del cotarro, parlan de todo y por todo
- Mensajero: Trae noticias desde el Olimpo

## Estreno
- Teatro Bellas Artes, Madrid, 11 de junio de 1966.
  - Dirección: Ángel Fernández Montesinos .
  - Escenografía: Antonio Mingote .
  - Intérpretes: Margot Cottens, Carlos Ballesteros, Simón Cabido, Laly Soldevila, Pilar Muñoz, Emilio Laguna, Emiliano Redondo, Mercedes Borque, José Vivó.
- Teatro Bellas Artes, Madrid, 1996.
  - Dirección: Ramon Ballesteros.
  - Escenografía: Enrico Serafini.
  - Intérpretes: Jaime Blanch, Isabel Serrano, Jesús Ruyman, Luis Perezagua, Rosa Mariscal, Mario Arias, Olivia Mariscal, Pilar Cervantes, Miguel Ángel Pascual, María Sanz (Creosota).